# Revolució de Copèrnic
La revolució de Copèrnic fou la revolució científica que es produí a l'Europa occidental, representada en l'astronomia pel pas del tradicional sistema ptolemaic geocèntric (herència clàssica adaptada i conservada pel pensament cristià medieval) a l'innovador sistema copernicà heliocèntric, iniciada el 1543 per Nicolau Copèrnic.
L'obra De Revolutionibus fa referència al sentit literal del mot revolució: «moviment d'un cos –en aquest cas els cossos celestes– al voltant d'un eix» i no al concepte de revolució al sentit de capgirament total dels conceptes habituals que l'obra sene cap mena de dubte va ser també. Aquest canvi conceptual va culminar al segle xvii amb l'obra d'Isaac Newton. En gran part com a conseqüència d'aquesta revolució científica, al tombant del segle xvii al segle xviii una veritable crisi de la consciència europea toca els cercles intel·lectuals. El segle xviii s'obrira com a segle de les llums o de la Il·lustració. L'expressió «revolució copernicana» o «gir copernicà» ha passat a ser popularment sinònim de canvi radical en qualsevol àmbit.
La transformació de la societat occidental de medieval a moderna, en el seu aspecte de canvi de mentalitat cap a la modernitat, va significar una nova consideració de la natura des d'un nou pensament científic, permès per l'ús de la raó humana sense subjecció al principi d'autoritat. Des del Renaixement, l'antropocentrisme humanista substitueix el teocentrisme de l'escolàstica. El barroc revalorà els sentits i l'experiència com a font de coneixement. Racionalisme i empirisme seran dues orientacions filosòfiques oposades, però complementàries.
Al temps de Galileu, la física va adquirir l'estatus de model de ciència, model que hauria de seguir tot saber que voldria arribar a la categoria de coneixement científic. La tasca de la ciència del segle xvii va ser trobar tècniques precises per a tenir el control racional de l'experiència i mostrar com conceptes matemàtics es poden utilitzar per a explicar els fenòmens naturals.